# Несломленный (фильм, 2021)
«Несломленный» — российский документально-художественный исторический фильм 2021 года, рассказывающий о Дмитрии Карбышеве. Главные роли в нём сыграли Александр Гончарук и Степан Дворянкин. Картина получила премию «ТЭФИ-регион» за 2021 год.

## Сюжет
Главный герой фильма — советский военный Дмитрий Карбышев. Картина рассказывает о его жизни, начиная с детства, прошедшего в Омске, и до гибели в немецком концлагере в начале 1945 года. Художественные эпизоды перемежаются документальной хроникой и интервью с историками.

## В ролях
- Александр Гончарук — Дмитрий Карбышев в зрелом возрасте
- Степан Дворянкин — Дмитрий Карбышев в молодости
- Михаил Губин — офицер в эмиграции
- Олег Заремба — Валериан Куйбышев

## Создание и оценки
Фильм снимался в Омске. Главные роли в нём сыграли актёры местных театров, к съёмкам привлекались омские реконструкторы. Эпизодические роли сыграли вице-мэры Омска Олег Заремба и Михаил Губин. Премьера состоялась в Омске в мае 2021 года.
«Несломленный» получил противоречивые оценки. Рецензенты отмечали наличие проблем, связанных с гибридным жанром картины, исторические ошибки; возникали претензии к отдельным актёрским работам. Тем не менее фильм был удостоен премии «ТЭФИ-регион» за 2021 год в номинации «Телевизионный/художественный фильм/сериал».